# 司ミコト
司 ミコト（つかさ みこと、1992年10月5日 - ）は、日本のAV女優。プライムエージェンシー所属

## 人物・略歴
趣味はダンス、食べる事。特技はカラオケ。
東京都出身。2013年7月、アダルトイメージビデオでデビュー。8月、MAX-A専属でAVデビュー。
2014年3月、E-BODYに専属で移籍。

## 出演

### イメージビデオ
2013年
- 初裸 virgin nude（7月4日、グラッツコーポレーション）DVD&BD

### アダルトビデオ

#### MAX-A
2013年
- 発電するカラダ。パーフェクトBODY 初イカせSEX（9月13日）
- 初めてのオールごっくん 止まらないお掃除フェラ（10月11日）
- 匂い立つ痴女のフェロモン（11月8日）
- 連続騎乗ハメ狂い、下品な腰つき（12月13日）

2014年
- エロハラスメント（1月10日）
- 撮り下ろしプライベート MAX-A専属モデルのハメ撮りSEX 4時間（1月24日）共演:藤嶋唯、南紗彩、松田千里、桃乃誉、長瀬あおい

#### E-BODY
- SSS-BODY 巷を賑わす“水着で踊ってみた”[2][3][4]の178cm長身BODYが電撃移籍!!!!（3月13日）
- 濃厚な接吻ファック（4月13日）
- 所かまわず始まる交尾（5月13日）

### 写真集
- Deauville Nuville: digi+KISHIN DVD BOOK（2014年4月9日、小学館）撮影:篠山紀信、共演:麻生希

### WEB
- デジグラ